# Brian Lozano
Brian Avelino Lozano Aparicio (Montevideo, 23 febbraio 1994) è un calciatore uruguaiano, centrocampista svincolato.